# صيحان (الحيمة الخارجية)
صيحان هي إحدى قرى عزلة بني بجير بمديرية الحيمة الخارجية التابعة لمحافظة صنعاء، بلغ تعداد سكانها 129 نسمة حسب تعداد اليمن لعام 2004.